# Flock
Pour les articles homonymes, voir Flock (homonymie).
Flock était un navigateur web libre et propriétaire fondé sur la technique Mozilla, développé en grande partie à partir des sources de Mozilla Firefox. Flock désigne également le nom de la société qui le développe.
En février 2008, avec la sortie de Netscape 9.0.0.6 et l'annonce de la fin de support, il a été proposé aux utilisateurs de Netscape de migrer vers Mozilla Firefox ou Flock,.
Les créateurs de Flock, Bart Decrem et Geoffrey Arone, le définissent comme un « navigateur social » : il est capable d'interagir avec des services en ligne populaires tels que Flickr et Photobucket pour le partage de photos, del.icio.us et ma.gnolia.com pour le partage de marque-pages, les blogs et les agrégateurs de nouvelles (services que certains internautes ou développeurs, à l'instar de la société Flock, rattachent à l'idée d'un Web dit "2.0").
Techniquement, Flock n'est pas un logiciel libre, son code source est en partie fermé (voir licence d'utilisateur final de Flock).
De plus, il utilise des services Web 2.0 qui sont eux-mêmes gérés par des serveurs n'utilisant pas de logiciels libres (Gmail, Twitter, Facebook), et n'ayant pas d'ouverture sur la logique du libre alors qu'il existe des services équivalents mais libres (identi.ca, GNU Social (Facebook libre) et à d'autres services alternatifs libres tels que Diaspora,  Jappix, etc).
Le 12 avril 2011, le site officiel de la société annonce l'arrêt du support pour le 26 avril 2011.
En juin 2012, les messages "The rumors of my death has been greatly exaggerated - Mark Twain" ainsi qu'un "Stay tuned" sur le site Flock.com annoncent l'éventualité d'un retour du navigateur sans date précise (ni précision sur l'origine du code, Mozilla ou Chromium).[réf. nécessaire]

## Fonctionnalités
À la connexion à un réseau social ou à un service média, Flock 2 active les fonctionnalités correspondantes :
- Les marque-pages sont publiés sur un site qui permet de les partager. Lorsque l'on marque une page (c'est-à-dire qu'on ajoute un marque-page, favori ou signet), l'adresse de la page peut être ajoutée sur votre compte del.icio.us ou ma.gnolia.com au lieu d'être enregistrée hors-ligne.
- Les favoris et l'historique sont intégrés au gestionnaire de favoris.
- Recherche de texte intégrée en utilisant Clucene, recherche au cours de la frappe pour les pages en cache.
- Indique quand vos amis ont mis à jour leur profil, chargé des photos ou ajouté des articles.
- Intègre des modules qui permettent le partage des textes, des liens, des photos et des vidéos.
- Dispose de sa propre « barre média » qui permet de pré-visualiser en ligne des vidéos et des photos.
- La lecture des flux Atom et RSS.
- L'éditeur de blog permet l'édition de blog accompagnée de possibilités de glisser-déposer et une fonction équivalente à un presse-papiers (appelée Web Clipboard).
- Boîte de réception permet aux utilisateurs de vérifier la messagerie Web, composer de nouveaux messages, et de faire le glisser-déposer des images et des vidéos dans un nouveau message.
- Installation de Modules complémentaires, dont un certain nombre d'extensions Firefox.

## La société
Flock est le successeur de Round Two qui a obtenu des fonds de Bessemer Venture Partners, Shasta, Catamount Ventures, ainsi que d'autres investisseurs.  Shawn Hardin en est l'actuel CEO.